# 아나 가서
아나 가서(독일어: Anna Gasser, 1991년 8월 16일~)는 오스트리아의 스노보드 선수로 주 종목은 슬로프스타일과 빅에어이다. 2016년 11월에 열린 스노보드 월드컵 빅에어 결선에서 강자 제이미 앤더슨을 누르고 금메달을 획득했으며 여기서 '마그네틱 랜딩' 등 화려한 기술을 자랑하며 결선 합계 180.75점을 받았다. 2017년 시에라네바다에서 열린 세계 선수권 대회에서 우승하였다.